# François de La Mothe Le Vayer
François de La Mothe Le Vayer (Parigi, 1º agosto 1588 – Parigi, 9 maggio 1672) è stato un filosofo, scrittore e letterato francese.
Divenuto celebre come cortigiano erudito e tutore del re di Francia Luigi XIV, La Mothe Le Vayer è stato uno dei maggiori esponenti dello scetticismo moderno e del pensiero libertino francese.

## Biografia
François de La Mothe Le Vayer nacque primo dei nove figli di Félix de La Mothe Le Vayer (1547-1625) a Parigi il 1° agosto 1588, sostituto procuratore generale al Parlamento di Parigi, e di Gatienne Le Breton.

## Opere
- De la liberté et de la servitude, edizione e postfazione di L. Leforestier, Gallimard / Le Promeneur, 2007.
- De la patrie et des étrangers et autres petits traités sceptiques, edizione presentata e stabilita da Philippe-Joseph Salazar, Desjonquères, 2003.
- Petit traité sceptique sur cette commune façon de parler : "N'avoir pas le sens commun" (1646), edizione e postfazione di L. Leforestier, Gallimard / Le Promeneur, 2003.
- Dialogues faits à l'imitation des Anciens (1632), riedizione, Fayard, 1988.